# Отношения ДР Конго и Мексики
Отношения Демократической Республики Конго и Мексики — двусторонние дипломатические отношения между Демократической Республикой Конго (ДР Конго) и Мексикой. Государства являются членами Группы 24 и Организации Объединённых Наций.

## История
Во времена трансатлантической работорговли Испания перевозила африканских рабов из Конго в Мексику, куда они прибывали в основном в портовый город Веракрус. В июне 1960 года Мексика признала независимость Конго-Киншасы от Бельгии. В январе 1961 года министр иностранных дел Мексики Мануэль Тельо Баурро выразил сожаление в связи со смертью бывшего премьер-министра Республики Конго Патриса Лумумбы.
Демократическая Республика Конго (в то время известная как Заир) и Мексика официально установили дипломатические отношения 31 июля 1975 года. С момента установления дипломатических отношений, контакты осуществлялись в основном на международных форумах, в частности в Организации Объединённых Наций. Мексика как непостоянный член Совета Безопасности ООН с 1980 по 1981 год с 2002 по 2003 год, голосовала за резолюции, касающиеся ситуации в ДР Конго: резолюции ООН 1399, 1417, 1445, 1457, 1896, 1906, 1925 и 1952. В 2007 году Мексика впервые аккредитовала своего посла-резидента в Аддис-Абебе для представления интересов страны в ДР Конго.
В декабре 2010 года министр окружающей среды ДР Конго Тоси Мпану Мпану принял участие в Конференции Организации Объединённых Наций по изменению климата проходившей в Канкуне. В апреле 2014 года министр планирования ДР Конго Селестин Вунабанди Каньямихиго посетила Мексику. В мае 2014 года заместитель министра по сотрудничеству ДР Конго Дисмас Магбенгу Свана Эмин также посетил Мексику для участия в конференции. В ноябре 2014 года посол Мексики в Эфиопии Альфредо Миранда Ортис принял участие в «Африканском региональном совещании», проходившем в Киншасе.
В начале 2019 года несколько сотен конголезских мигрантов прибыли в Мексику по пути в Соединённые Штаты Америки (США). Многие из конголезских мигрантов являются лицами, ищущими убежища, спасающимися от политического насилия в стране и от вируса Эбола. Многие мигранты также прибыли из Анголы, которая в 2018 году изгнала из страны более 300 000 конголезских беженцев. Из-за строгих иммиграционных законов в США многие конголезские мигранты попросили убежища в Мексике, не желая возвращаться в ДР Конго.

## Стипендии
Правительство Мексики ежегодно предлагает стипендии гражданам ДР Конго для обучения в аспирантуре высших учебных заведений страны. Кроме того, в Мексике есть община конголезцев, некоторые из которых являются видными профессорами, входящими в преподавательский состав государственных и частных университетов страны.

## Торговля
В 2018 году объём товарооборота между странами составил сумму 2,3 миллиона долларов США. Экспорт ДР Конго в Мексику: древесина (различных пород) и товары для развития горнодобывающей и металлургической промышленности. Экспорт Мексики в ДР Конго: карты, оснащённые электронной интегральной схемой или «смарт-карты», катанка из углеродистой и легированной стали, мясо и яйца. В период с 1999 по декабрь 2015 года ДР Конго инвестировала 4,9 млн долларов США в экономику Мексики, в основном в горнодобывающий сектор.

## Дипломатические представительства
- ДР Конго не имеет посольства в Мексике[9].
- Интересы Мексики в ДР Конго представлены через посольство в Аддис-Абебе (Эфиопия)[10].